# Rosse ruigpootbuizerd
De rosse ruigpootbuizerd, roestbruine ruigpootbuizerd of koningsbuizerd (Buteo regalis) is een roofvogel uit de familie der havikachtigen.

## Kenmerken
De vogel wordt gemiddeld 58 cm groot en 950 tot 2.300 gram zwaar.

## Verspreiding
Hij komt voor in Canada, Noord-Mexico en de Verenigde Staten.
De rosse ruigpootbuizerd is een migrant in de herfst (laat september tot midden november) aan de Caribische kust en in de hooglanden, in de lente (vroeg in maart tot laat in mei) aan beide kusten. Hij is een algemene winterverblijver aan beide kusten van zeeniveau tot ongeveer 2000 m hoogte.

## Afbeeldingen

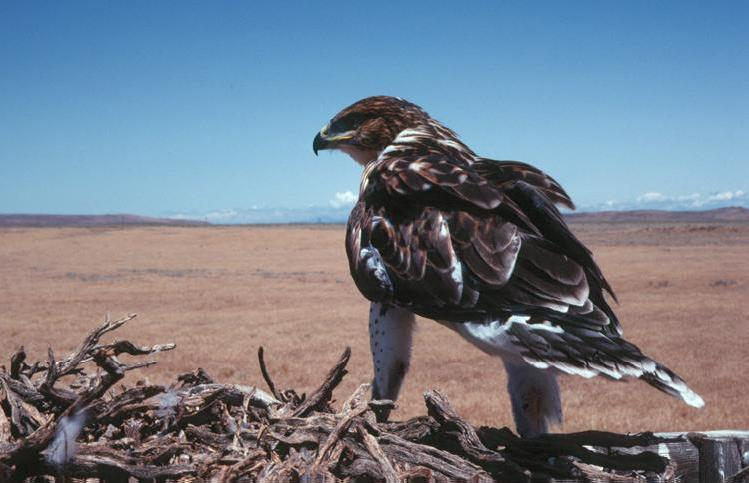
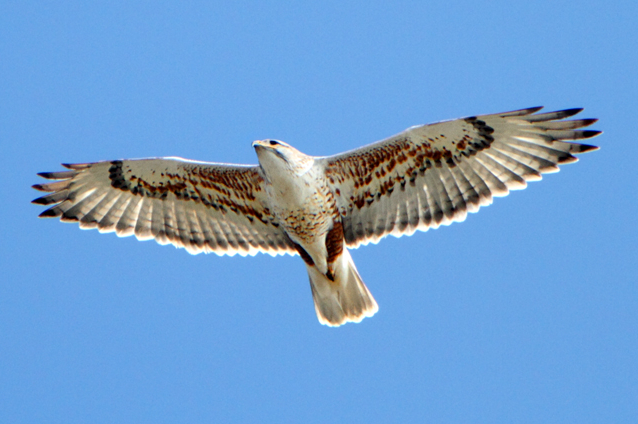
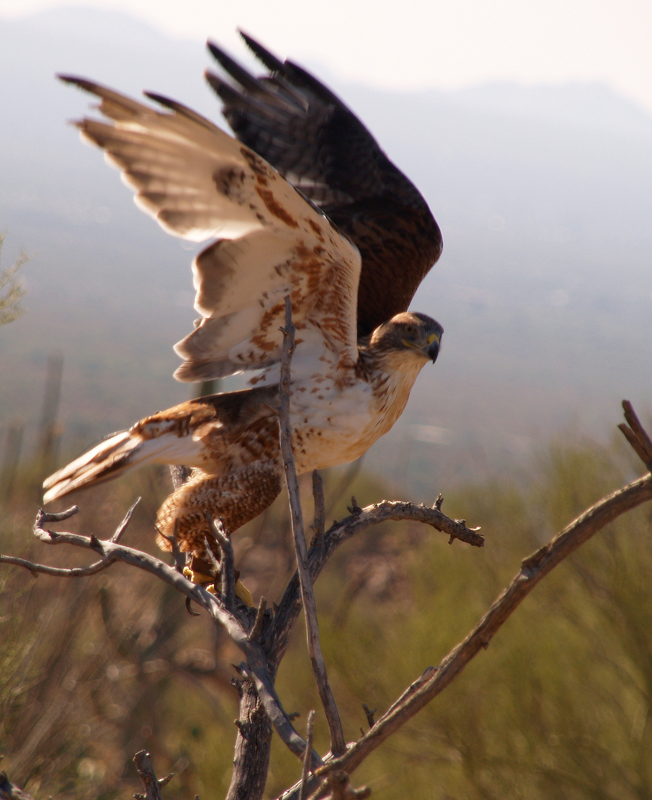
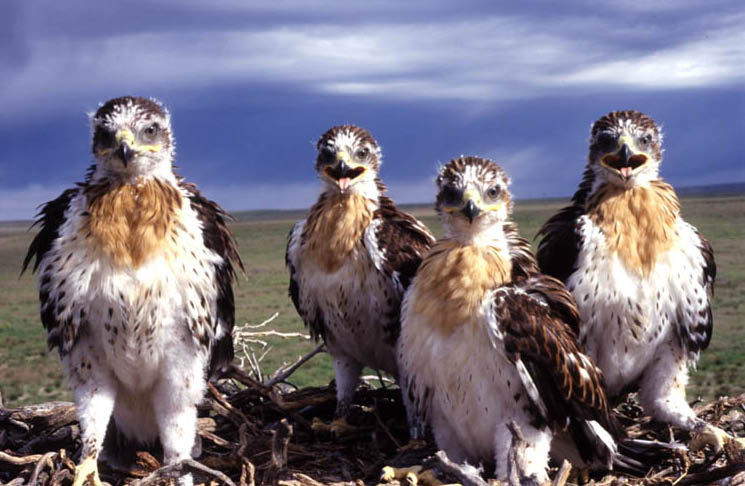
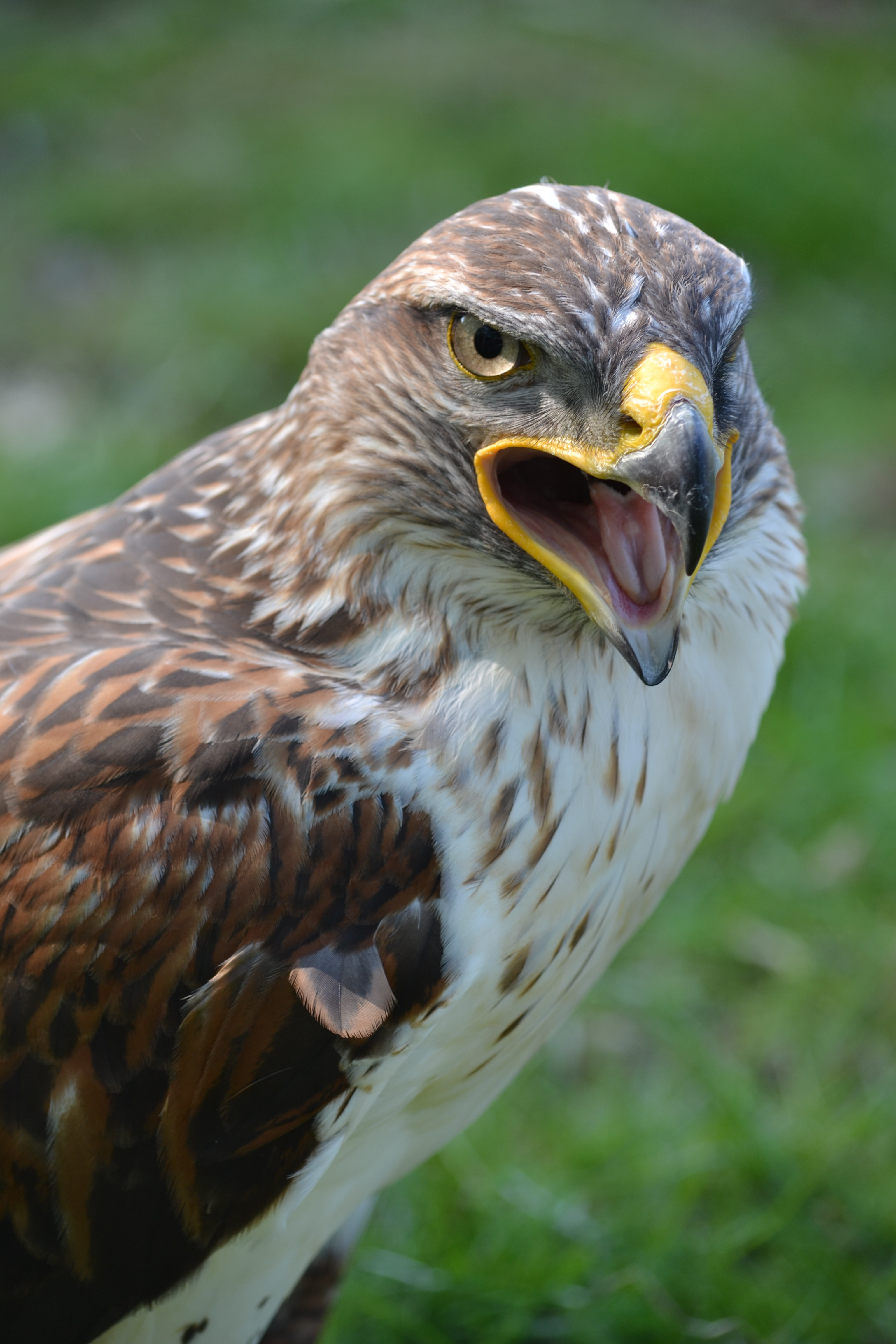
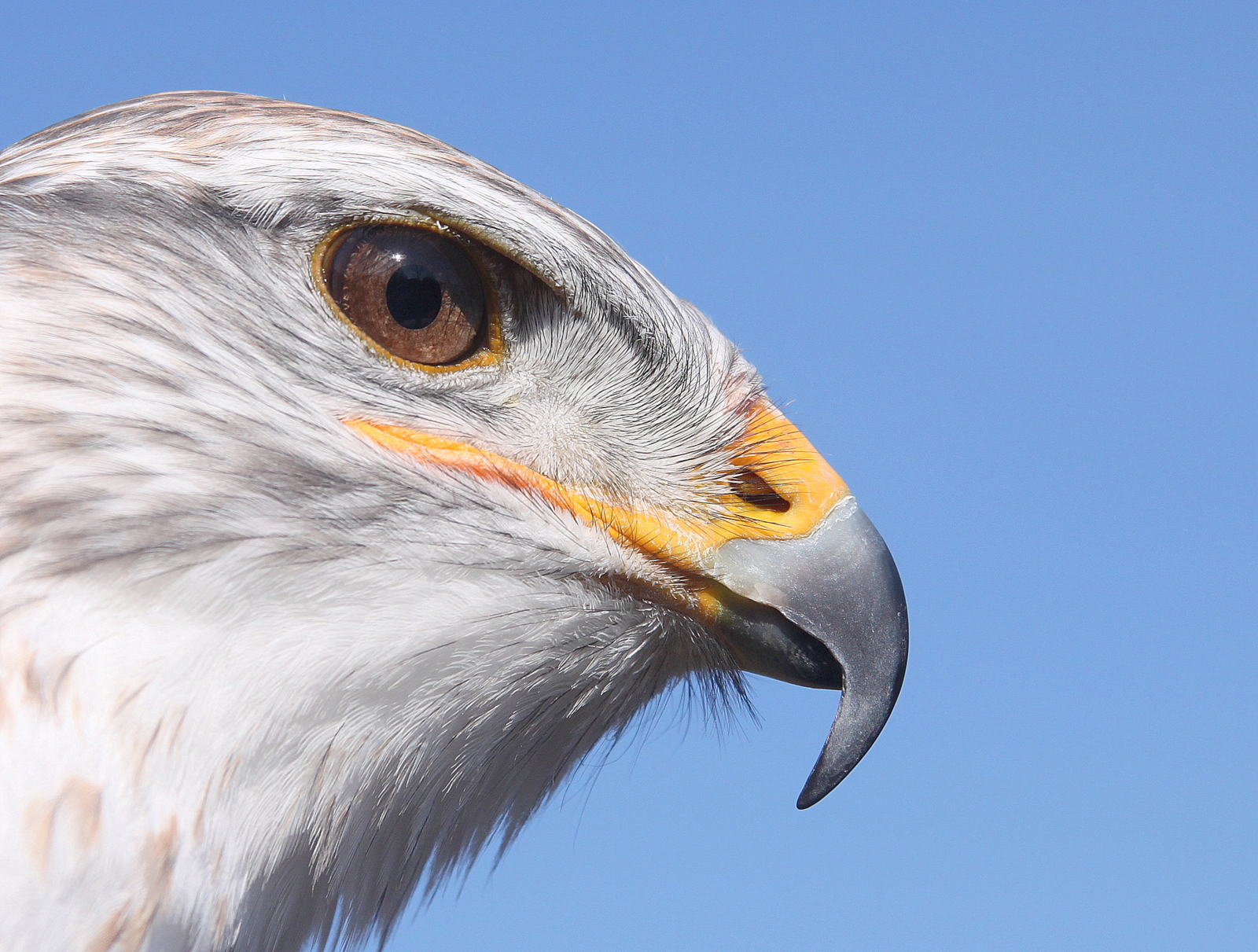